# إيمري مولينوكس
إيمري مولينوكس (بالإنجليزية: Emery Molyneux) (توفي في يونيو 1598) وهو مخترع إنجليزي في العصر الإليزابيثي، قام بصناعة الكرات الأرضية والأدوات الرياضية والذخائر. كانت كراته الأرضية والسماوية، التي نُشرت لأول مرة في عام 1592، أول الكرات في إنجلترا وأول رجل إنجليزي يقوم بصنعها.
كان يعرف مولينوكس عالم رياضيات، وصانع للأدوات الرياضية مثل البوصلات والساعات. أصبح على دراية بالعديد من الرجال البارزين، بما في ذلك الكاتب ريتشارد هاكلوت وعلماء الرياضيات روبرت هيوز وإدوارد رايت. كان يعرف أيضًا المستكشفين توماس كافنديش وفرانسيس دريك ووالتر رالي وجون ديفيس. ربما قدم ديفيس مولينيو إلى راعيه تاجر لندن ويليام ساندرسون، الذي مول إلى حد كبير بناء الكرات الأرضية. عند الانتهاء، تم تقديم الكرات الأرضية إلى إليزابيث الأولى. حصل الملوك والنبلاء والمؤسسات الأكاديمية على الكرات الأكبر حجما، في حين تم شراء الكرات الأصغر حجماً كأدوات مساعدة عملية للطلاب وعمليات البحث عن البحارة. تم صناعة الكرات الأولى بطريقة لم تتأثر بالرطوبة في البحر، وكانت تستخدم بشكل عام على السفن.
هاجر مولينو إلى أمستردام مع زوجته في 1596 أو 1597. نجح في إثارة اهتمام الولايات المتحدة، لكنه توفي فجأة في يونيو 1598، ويبدو أنه كان في حالة فقر. ماتت صناعة صنع الكرة الأرضية في إنجلترا معه.
ويعتقد فقط ستة من الكرات له ما زالت موجودة. ثلاثة في إنجلترا، منها زوج واحد يتكون من كوكب أرضي وسماوي مملوك لشركة "Middle Temple" وتم عرضه في مكتبته، بينما يوجد كوكب أرضي في بيتورث هاوس في بيتورث، غرب ساسكس.